# برج نیکلاس

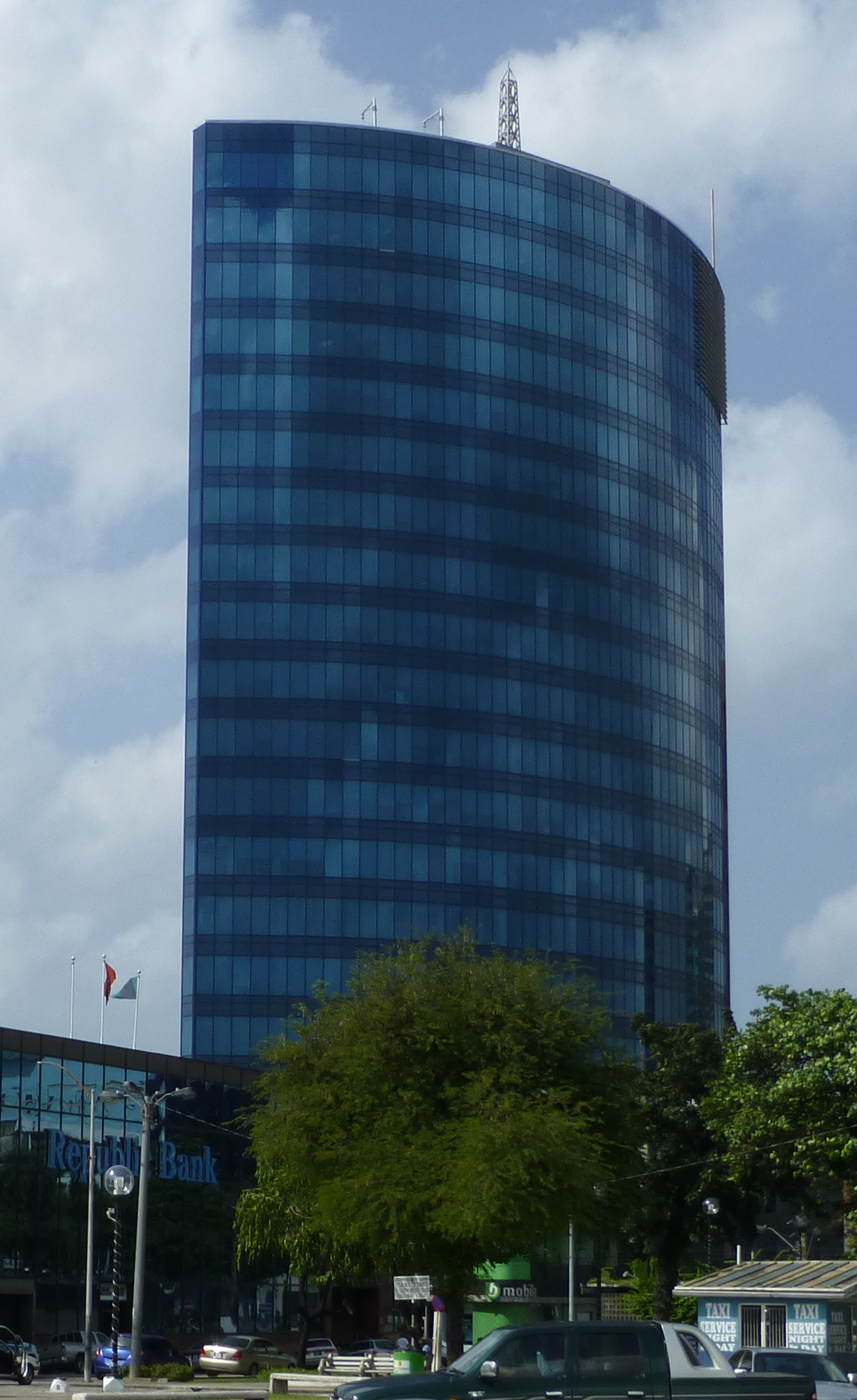
برج نیکلاس، قسمت شمالی

برج نیکلاس (به لاتین: Nicholas Tower) یک سازه (ساختمان) در ترینیداد و توباگو است که در پورت آو اسپین واقع شده‌است.